# Noemí Violeta Cattoi
Noemí Violeta Cattoi (23 de diciembre de 1911 en Buenos Aires-29 de enero de 1965 ) fue una paleontóloga argentina que trabajó con mamíferos fósiles, tortugas y aves.

## Vida
Noemí Cattoi se formó desde 1930 en el grupo de investigación “Bernardino Rivadavia” del Museo Argentino de Ciencias Naturales (MACN) en Buenos Aires. El 3 de mayo de 1938 obtuvo el título de doctora en Ciencias Naturales de la Universidad de Buenos Aires bajo la dirección de Martín Doello Jurado con la disertación Osteografía y osteometría comparada de los géneros Typotheriodon y Typotherium sobre dos géneros de mamíferos fósiles del Cenozoico del orden Notoungulata.
Desde 1948 hasta su muerte, Cattoi fue profesora de geología y paleontología en el Instituto Superior del Profesorado de la Capital Federal. También fue profesora asociada de la Facultad de Ciencias Naturales y Museo de la Universidad Nacional de La Plata (FCNyM-UNLP) hasta que se trasladó al Consejo Nacional de Investigaciones Científicas y Técnicas (CONICET), donde fue la primera mujer paleontóloga. Fue delegada en numerosos congresos y participó en numerosas jornadas científicas, donde también impartió conferencias. En 1960 asumió como jefa de la Sección de Paleozoología, luego División de Vertebrados, del Museo Argentino de Ciencias Naturales. 
En sus viajes de investigación recolectó especímenes paleontológicos para el Museo Argentino de Ciencias Naturales. Cattoi se dedicó principalmente al estudio de los mamíferos del Cenozoico, pero también estudió las aves y tortugas del Cenozoico de América del Sur. Fue homenajeada por varias sociedades científicas de Argentina a lo largo de su carrera. En 1955, fue una de las socias fundadoras y parte de la primera comisión directiva de la Asociación Paleontológica Argentina (APA), junto con Mathilde Dolgopol de Sáez, María Bonetti de Stipanicic, Andreína B. de Ringuelet, Elsa F. de Álvarez e Hildebranda A. Castellaro. Fue la primera tesorera de esta sociedad y fue elegida secretaria por tres mandatos consecutivos (1957–1958, 1959–1961, 1961–1963).